# Gibuk-myeon
Gibuk-myeon (koreanska: 기북면) är en socken i den östra delen av Sydkorea, 250 km sydost om huvudstaden Seoul. Den ligger i stadsdistriktet Buk-gu i kommunen Pohang i provinsen Norra Gyeongsang.